# Eugénie Beaudry
Eugénie Beaudry est une comédienne, autrice et scénariste québécoise. 

## Biographie
Eugénie Beaudry est diplômée de l’École de théâtre professionnel du Collège Lionel-Groulx en 2003, puis de l'École nationale de l'humour en scénarisation en 2017. 
Entre 2003 et 2015, elle fait partie de la compagnie Dave St-Pierre et participe à la création de trois pièces de théâtre : La pornographie des âmes, Un peu de tendresse, bordel de merde et Foudres. Elle assiste Frédéric Blanchette à la mise en scène pour la pièce Couples au Centre du Théâtre d'Aujourd'hui en 2008. Elle joue par ailleurs dans Empreintes, au Théâtre La Chapelle, sous la direction de Geneviève Lacharité-Blais, dans Gunshot de Lulla West au Théâtre Prospero en 2011 ainsi que dans Le trou, au Théâtre Prospero en avril 2014.
Eugénie Beaudry devient membre du Centre des auteurs dramatiques en janvier 2015. En 2016, elle joue dans Simone et le whole shebang avec sa compagnie, le Laboratoire théâtre au Théâtre Denise-Pelletier, pièce mise en scène par Jean-Simon Traversy. Elle est nommée pour ce rôle au prix Michel-Tremblay. Elle travaille par ailleurs sur la pièce Le règne des trampolines ainsi qu'à l'écriture d'une série web et d'une série destinée à la télévision. Enfin, elle enseigne le théâtre et chorégraphie un spectacle des finissants du Collège Lionel-Groulx.

## Théâtre

### Interprétation
- 2001-2011 : La Pornographie des âmes : La femme ensanglantée
- 2002 : Tara au théâtre de l’océan : d'Ernesta[6]
- 2003 : Le No man’s land show : Dave St-Pierre
- 2006-2011 : Un peu de tendresse, bordel de merde!
- 2011-2013 : Les Imposteurs : chant
- 2013 : Empreintes : d'Eugénie
- 2014 : Foudres
- 2014 : Party de bureau : May-Lany
- 2014 : Les Lutins sous la loupe : Lily la Moumoute
- 2016 : Simone et le whole shebang : Simone-Alice
- 2018 : Foirée montréalaise : la Conteuse[6]

### Mise en scène
- 2002-2006 : Théâtre de la taxe récréative incluse, Collectif, co-direction artistique
- 2008 : Couples, assistante à la mise en scène, mise en scène Frédéric Blanchette, Théâtre d’Aujourd’hui
- 2011 : Tom à la ferme, stagiaire à la mise en scène, mise en scène Claude Poissant, Théâtre d’Aujourd’hui
- 2011 : Gunshot De Lulla West,  Théâtre Prospero
- 2012-2013 : Le trou, mise en lecture présentée à la Maison de la culture de Belœil dans le cadre du festival Zona Homa
- 2014 : Le trou, Théâtre Prospero

### Textes
- 2009 : Humanfleisch, Théâtre La Chapelle, Festival Fringe
- 2011 : Gunshot De Lulla West, Théâtre Prospero
- 2012 : Poussière, scénario de court-métrage, Regroupement pour la formation en audiovisuel du Québec
- 2013-2014 : Le trou, lecture publique à Zone Hom et production, Théâtre Prospero
- 2014 : Party de bureau, Théâtre La Licorne
- 2016 : Simone et le whole shebang, mise en scène Jean-Simon Traversy, Théâtre Denise-Pelletier
- 2019 : Quand on dormait su’l balcon, co-écriture dans le cadre la Foirée Montréalaise, Théâtre La Licorne[6]

## Filmographie

### Cinéma
- 2004 : Quelques éclats d’aube (court métrage) : Isabelle
- 2004 : Ma vie en cinémascope : Marguerite Robitaille
- 2006 : L'Âge des ténèbres : la furie en noir[7]
- 2007 : Demain : Sophie
- 2008 : Dédé, à travers les brumes : infirmière Pat
- 2008 : Polytechnique : Évelyne Leroux[7]
- 2009 : 10 ½ : Karine
- 2010 : Laurentie (en) : Rosalie
- 2011 : L'Eau noire (court métrage) : Isabelle Sonia
- 2012 : Gabrielle : Sandra[7]
- 2013 : Mémorable moi (court métrage) : Isabelle
- 2013 : 165 Days (court métrage) : Isabel
- 2016 : L'Autre côté de novembre : la réceptionniste
- 2018 : Rosalie : amie chanteuse
- 2019 : Apapacho, une caresse pour l'âme de Marquise Lepage : Liliane
- 2019 : Il pleuvait des oiseaux de Louise Archambault : policière SQ disparition
- 2023 : Ru de Charles-Olivier Michaud (en) : Louise Girard

### Télévision

#### Actrice
- 2005 : Watatatow : Caroline Latour
- 2006-2011 : Belle-Baie : Félicia Lanteigne
- 2012-2013 : Unité 9 : l'intervenante
- 2012-2013 : O' : Anne-Andrée Côté-Fournier
- 2013 : Il était une fois dans le trouble (saison 10) : Joanie
- 2015 : Nouvelle Adresse : Chloé Savard
- 2015 : Yamaska : Micheline Masson
- 2015 : P.O.R.N.O. : Émilie
- 2015 : Adèle et Béatrice : Adèle
- 2016-2017 : Au secours de Béatrice : Ariane
- 2016 : District 31 : Mélanie St-Gelais
- 2017 : L’Heure bleue (saison 2) : policière Morin
- 2019 : File d’attente (saison 2) : Nathalie
- 2019 : Ruptures (saison 5) : Dre Billette
- 2019 : M'entends-tu? (saison 2) : l'intervenante maison des femmes

### Réalisation
- 2015 : Saveur artificielle

### Scénario
- 2018 : File d’attente
- 2019 : File d’attente II